# ملعب غويانغ

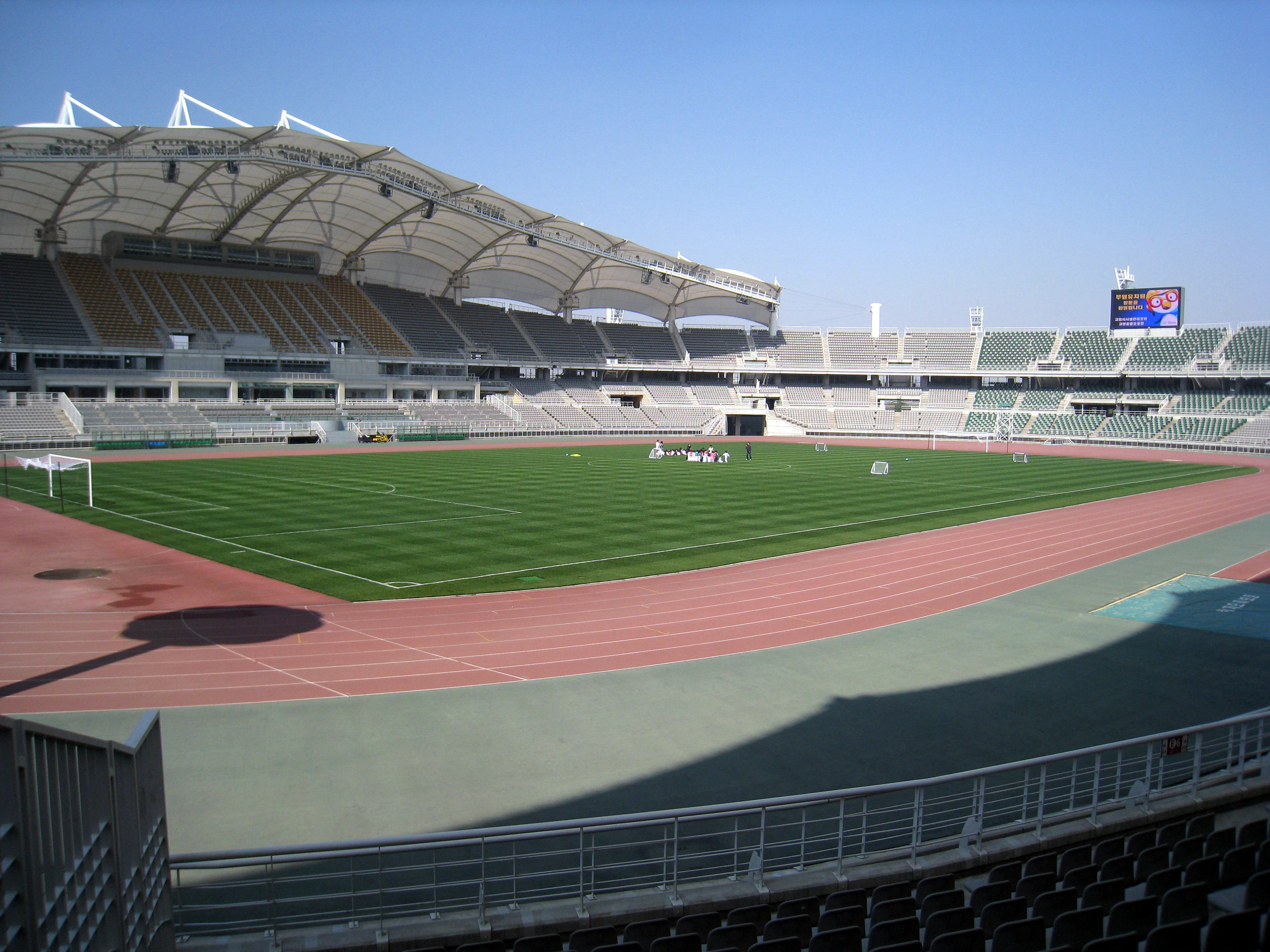

ملعب غويانغ هو ملعب متعدد الاستخدام في مدينة غويانغ، كوريا الجنوبية. غالباً ما يستخدم لمباريات كرة القدم ويعتبر الملعب الأساسي لناديي غويانغ كوكمين بانك وغويانغ دايكيو. يتسع الملعب لاحتضان 41,311 شخص. وقد تم بنائه عام 2003.